# VisionOS
visionOS es un sistema operativo de realidad mixta derivado principalmente de los marcos centrales de iOS (incluidos UIKit, SwiftUI, ARKit y RealityKit) y marcos específicos de MR para renderizado foveado e interacción en tiempo real.   Fue desarrollado por Apple Inc. exclusivamente para sus lentes o gafas de realidad mixta Apple Vision Pro. Se presentó el 5 de junio de 2023 en el evento WWDC 23 de Apple junto con la presentación de Apple Vision Pro. El software se lanzó el 2 de febrero de 2024 y se envió junto con Apple Vision Pro.

## Historia
Según se informa, Apple ha estado trabajando y conceptualizando visionOS durante la década de 2010 y principios de la de 2020.  Con el nombre en código interno Borealis,  se reveló oficialmente al público en el evento WWDC23 de Apple junto con Vision Pro. Apple declaró que los dos se lanzarían a principios de 2024. 
Durante el evento, The Walt Disney Company anunció planes para desarrollar aplicaciones de computación espacial para visionOS;  Disney+ ofrecerá funciones como transmisión de títulos seleccionados en 3D estereoscópico y entornos 3D basados en el Teatro El Capitán y ubicaciones de franquicias propiedad de Disney. 
Inicialmente se planeó que el sistema operativo se lanzara como xrOS antes de que se cambiara el nombre, supuestamente días antes del lanzamiento, después de que ya se hubieran filmado la conferencia magistral de la WWDC23 y las sesiones de desarrolladores.  El 8 de enero de 2024, Apple anunció que Vision Pro con visionOS estaría disponible en los EE. UU. el 2 de febrero de 2024, y los pedidos anticipados comenzarán el 19 de enero 

## Herramientas de desarrollo
Del 5 al 12 de junio de 2023, Apple lanzó 35 sesiones virtuales gratuitas que cubren el desarrollo de visionOS como parte de la WWDC23. El 21 de junio de 2023, Apple lanzó Xcode 15 Beta 2, que fue la primera versión beta de Xcode que incluyó un kit de desarrollo de software para visionOS y Reality Composer Pro, una herramienta para crear contenido 3D para visionOS.  Xcode 15 se lanzó sin estas funciones, que finalmente se agregaron en Xcode 15.2 el 8 de enero de 2024,   el mismo día en que Apple comenzó a aceptar presentaciones para la App Store de visionOS. 
Durante el discurso de apertura de la WWDC23, Apple reveló que estaba trabajando con Unity Technologies para respaldar el motor Unity en visionOS,   y que Unity lanzaría herramientas de desarrollo para juegos 3D en Vision Pro, que se lanzó en versión beta el 19 de julio. 2023. 

## Características
visionOS utiliza una interfaz de usuario 3D navegable mediante seguimiento dactilar, seguimiento ocular y reconocimiento de voz . Por ejemplo, el usuario puede hacer clic en un elemento mirándolo y juntando dos dedos, mover el elemento moviendo los dedos apretados y desplazarse moviendo la muñeca. Las aplicaciones se muestran en ventanas flotantes que se pueden organizar en un espacio 3D. visionOS admite un teclado virtual para entrada de texto, el asistente virtual Siri y periféricos Bluetooth externos, incluidos Magic Keyboard, Magic Trackpad y gamepads.  
Durante la configuración de visionOS, un usuario puede crear una personalidad digital quitándose los auriculares y escaneando su rostro con ellos. Los usuarios pueden usar esta persona durante las llamadas FaceTime y ver las personas de otros participantes si están usando visionOS. 
La aplicación Fotos admite la presentación de videos espaciales, videos 3D con mapas de profundidad grabados en Vision Pro o iPhone 15 Pro, adaptando la profundidad del video a los movimientos de la cabeza del usuario. 
En el lanzamiento, visionOS se envió con 13 entornos animados de fondo 3D de 360° preinstalados con sonidos ambientales, incluidas escenas diurnas y nocturnas opcionales del Parque Nacional Yosemite, el Parque Nacional Haleakalā, el Parque Nacional Joshua Tree, el Bosque Nacional Mount Hood y el lago Vrangla cerca de Drammen., Noruega y la Luna . 
La aplicación Apple TV ofrece películas en 3D; La compañía anunció que más de 150 películas estarían disponibles en 3D en el momento del lanzamiento, sin cargo adicional para los usuarios que las alquilen o compren en iTunes Store. 
WebXR, una API para experiencias de realidad mixta a través de navegadores web, es compatible con Safari. 
Los usuarios de visionOS también pueden acceder a su Mac con una pantalla virtual 4K de tamaño variable que aparece después de mirar la computadora.    

### Aplicaciones compatibles
visionOS es compatible con aplicaciones existentes de iOS y iPadOS, que se representan en Windows dentro del entorno del usuario y son automáticamente compatibles con el sistema de entrada de visionOS.   Los desarrolladores de aplicaciones para iOS y iPadOS tienen la opción de excluirse de la compatibilidad con visionOS. Apple afirma que más de 1 millón de aplicaciones de iOS y iPadOS están disponibles en visionOS.  Además de las aplicaciones para iPadOS e iOS, según Apple, se han desarrollado más de 600 aplicaciones nativas de visionOS específicamente para la plataforma.  Apple también afirma que 100 juegos Apple Arcade serán compatibles con visionOS en el lanzamiento, la mayoría de los cuales pueden hacer uso de la compatibilidad con gamepad de visionOS.   
Muchas aplicaciones de productividad populares han lanzado versiones de visionOS totalmente optimizadas, incluidas las aplicaciones de Microsoft 365 (Teams, Word, Excel, PowerPoint, Outlook, etc.), Adobe Lightroom, Slack, Zoom y Webex .  Muchas aplicaciones de streaming también están optimizadas para la plataforma, como Max, Disney+, Prime Video, Paramount+ y ESPN. 
Algunas de las aplicaciones de entretenimiento más populares para iOS y iPadOS, incluidas Netflix, Spotify y YouTube, no han hecho que sus aplicaciones iOS o iPadOS estén disponibles para ejecutarse en visionOS, recomendando a los usuarios que utilicen sus respectivos sitios web en Safari.  YouTube ha anunciado que una aplicación visionOS está "en la hoja de ruta". 
Las aplicaciones creadas por Apple que vienen preinstaladas en visionOS incluyen Mail, Messages, Mindfulness, Apple Music, Apple TV, Notes, Photos y Freeform.

## Recepción

### Prelanzamiento
Antes del lanzamiento en febrero de 2024, Apple ofreció demostraciones controladas de Apple Vision Pro a muchos periodistas de tecnología, algunos de los cuales elogiaron sus capacidades multitarea y métodos de entrada, al tiempo que lamentaron que el software solo esté disponible en hardware costoso.  Otros críticos se han centrado en la función de vídeos espaciales y la alta resolución del software, al tiempo que cuestionan cuál será el principal caso de uso del software.  La especulación de los periodistas señaló las disputas en curso de los desarrolladores de aplicaciones populares con respecto a las comisiones cobradas por Apple por las compras dentro de la aplicación a través de aplicaciones distribuidas en la App Store como una causa potencial para que muchos no desarrollen versiones nativas de visionOS. 

### Lanzamiento
Muchas reseñas elogiaron visionOS incluso mientras criticaban el hardware. Algunas revisiones incluso mencionaron características más avanzadas que el hardware Apple Vision Pro, como el seguimiento ocular y manual.  Casi todas las revisiones clave elogiaron la mecánica y la experiencia de las ventanas.  

## Historial de lanzamientos
|  | Lanzamiento anterior |  | Lanzamiento actual |  | Versión beta actual |

| Versión  | Build             | Fecha de lanzamiento  | Características |
| -------- | ----------------- | --------------------- | --- |
| 1.0      | 21N307            | Versión inicial       | Lanzamiento inicial en Apple Vision Pro . - interfaz de usuario 3D - Colocación y gestión de ventanas. - Interactuar con seguimiento ocular y gestos con las manos. |
| 1.0.1    | 21N311            | 23 de enero de 2024   | Correcciones de errores menores |
| 1.0.2    | 21N323            | 31 de enero de 2024   | Parcha la falla de WebKit que podría explotarse y provocar la ejecución de código arbitrario |
| 1.0.3    | 21N333            | 12 de febrero de 2024 | Corrige errores y agrega una opción para restablecer el dispositivo si se olvida el código de acceso |
| 1.1      | 21O211            | 7 de marzo de 2024    | - Permite a los usuarios acercarse a los objetos en el espacio 3D antes de que desaparezcan. - Soporte de administración de dispositivos empresariales - Actualizaciones de apariencia de Personas, lo que solicita a los usuarios que recuperen las suyas después de instalar la actualización |
| 1.1.1    | 21O224            | 21 de marzo de 2024   | |
| 1.1.2    | 21O231            | 9 de abril de 2024    | Correcciones de errores menores |
| 1.2 Beta | 21O5555e 21O5555f | 2 de abril de 2024    | |